# Herborn (Luxemburg)
Herborn (en luxemburguès: Hierber; en alemany: Herborn) és una vila de la comuna de Mompach al districte de Grevenmacher del cantó d'Echternach. Està a uns 26 km de distància de la ciutat de Luxemburg.